# Junonia almana
A Junonia almana a rovarok (Insecta) osztályának lepkék (Lepidoptera) rendjébe, ezen belül a tarkalepkefélék (Nymphalidae) családjába tartozó faj.

## Előfordulása
A Junonia almana előfordulási területe Dél-Ázsiától, azaz Indiától kezdve Délkelet-Ázsián és Kelet-Kínán keresztül, egészen Japánig tart.

## Megjelenése

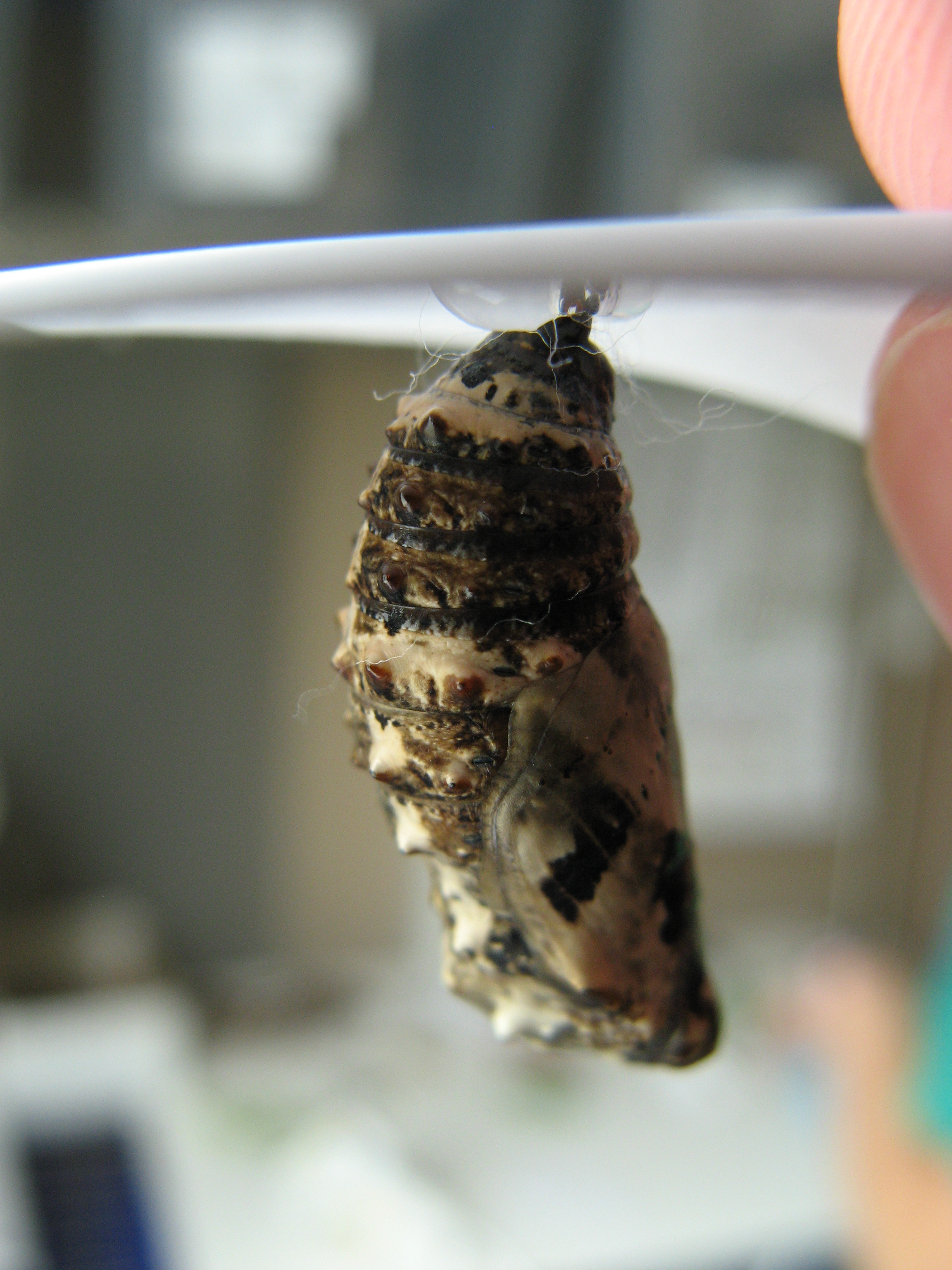
A bábja

A lepke szárnyfesztávolsága 54–62 milliméteres. Az imágónak két alakja van, a száraz évszaki és az esős évszaki. A száraz évszaki alakon kevesebb mintázat van, míg az esős évszakin több szemfolt és vonal jelenik meg, továbbá a színek is élénkebbek. A hernyó hengeres teste, kissé szőrös és világos okker-barna, néhány fekete hosszanti csíkkal. A feje is fekete színű. A báb barnás okkersárga, széles fej és tortájékkal; a feji rész teteje kihegyesedik. A báb többi részén is vannak kiemelkedések.

## Életmódja
A hernyó számos növényfajjal táplálkozik, de főképp a következőkkel: Hygrophila auriculata, Phyla nodiflora, medveköröm- (Acanthus), Barleria- és Gloxinia-fajokkal.

## Képek

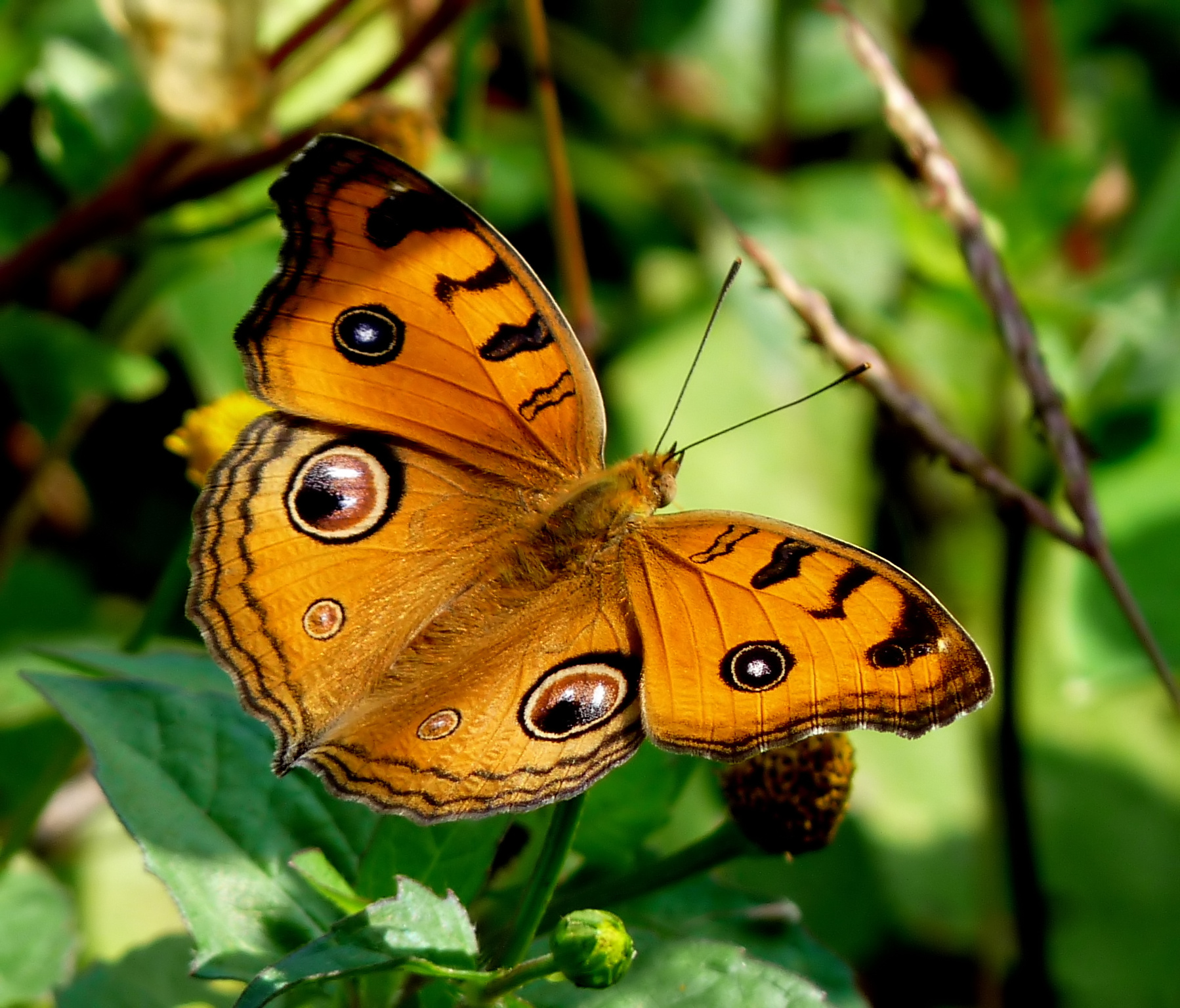
A száraz évszaki felülről
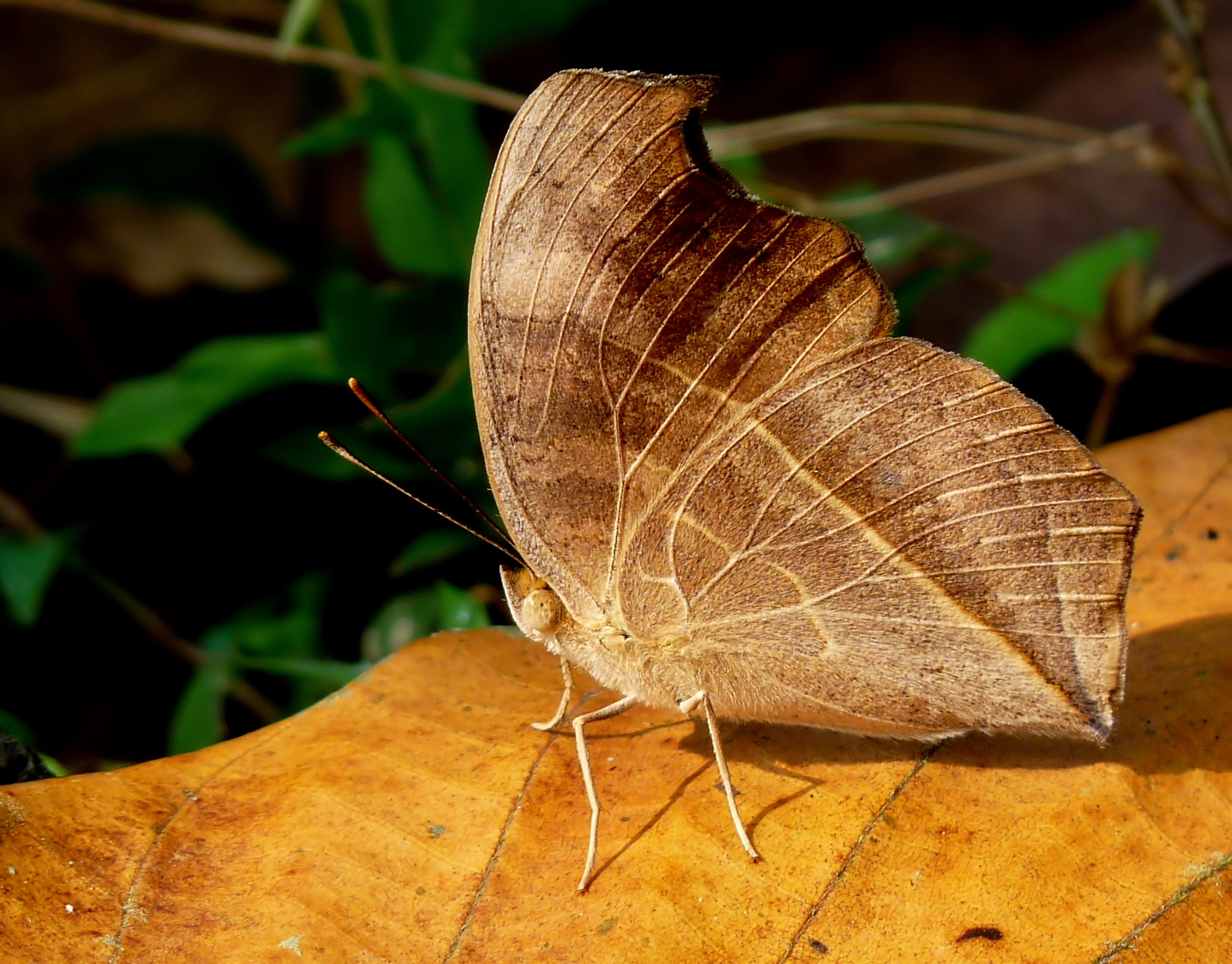
és alulról
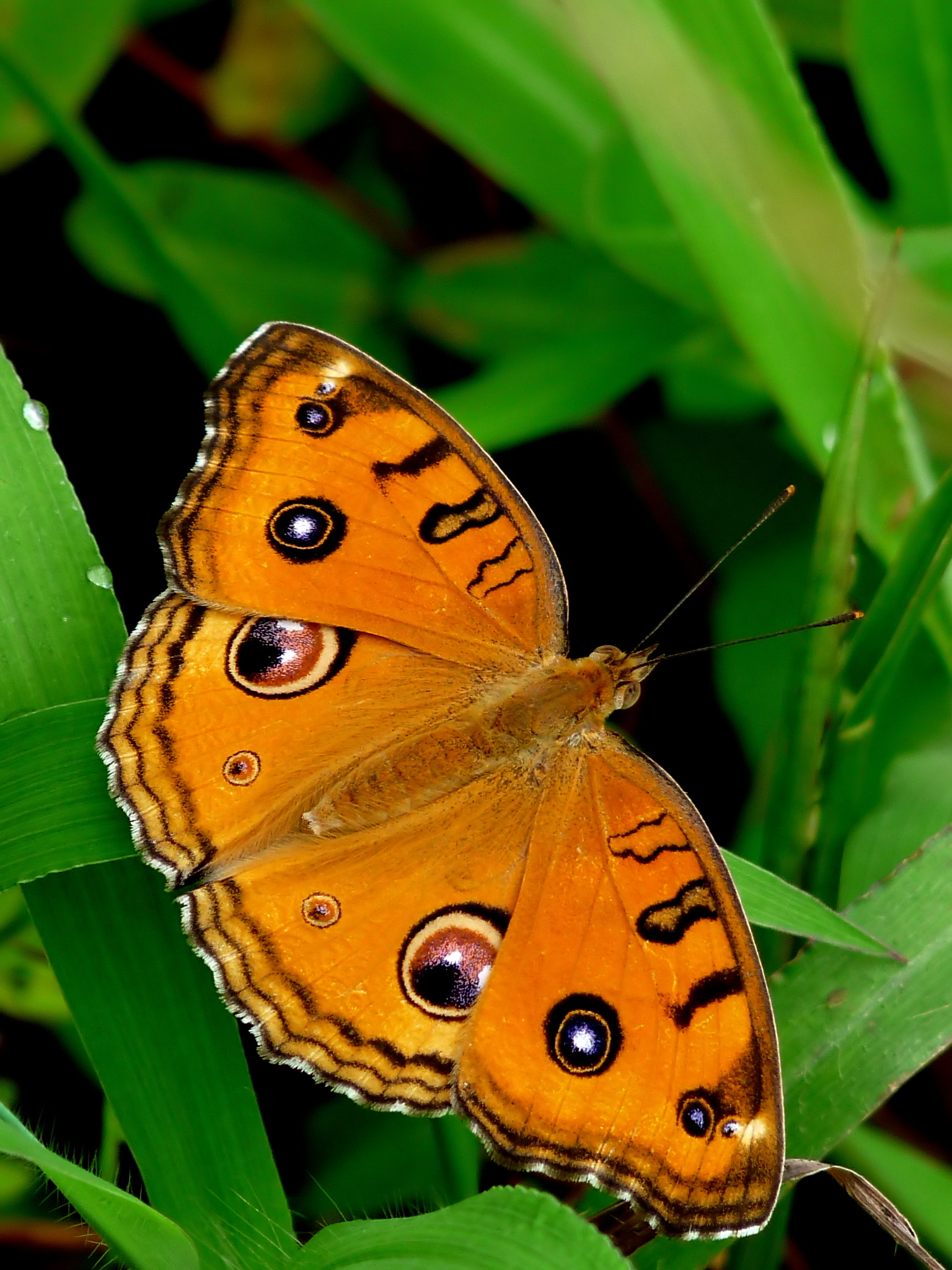
Az esős évszaki felülről
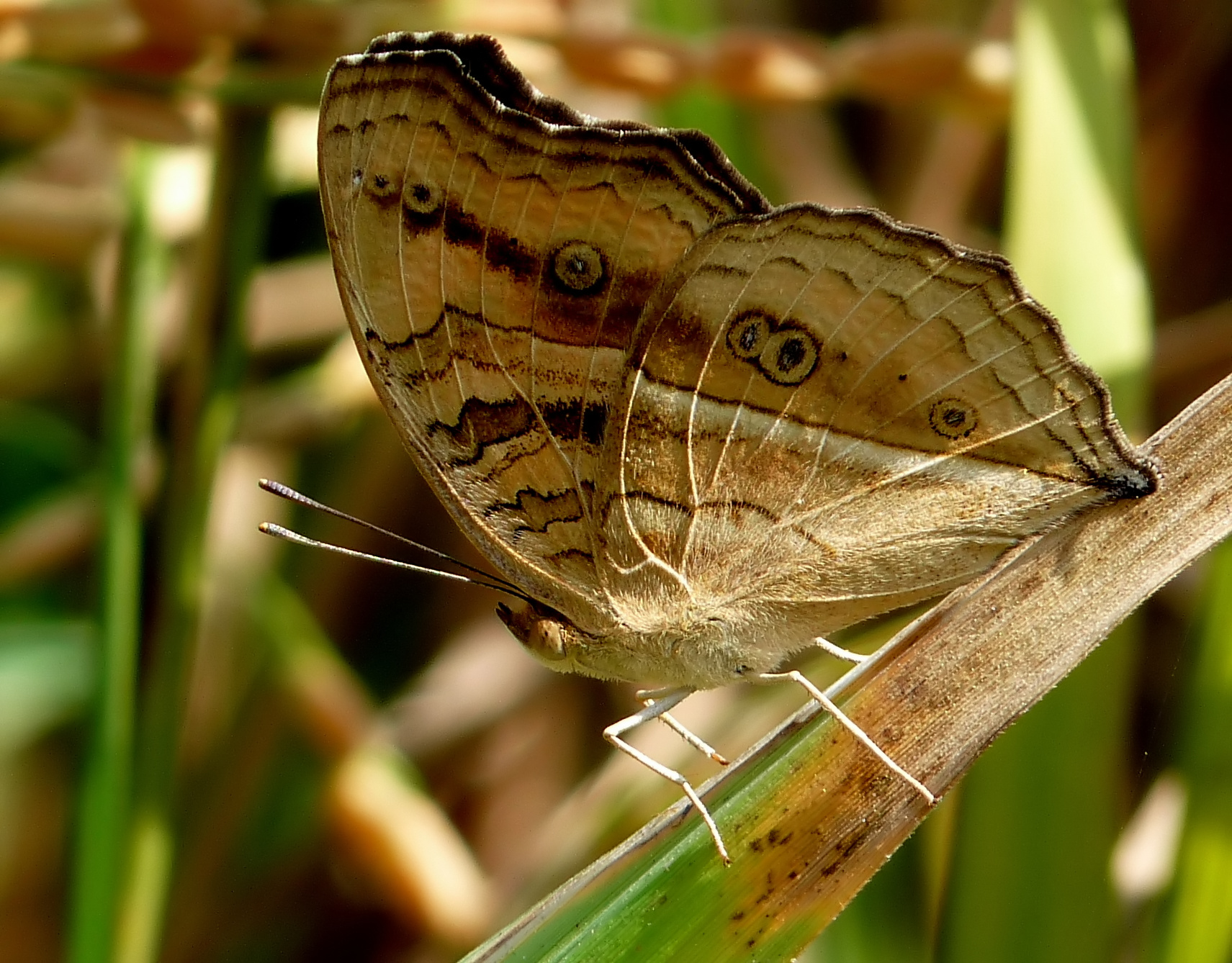
és alulról

## Fordítás
- Ez a szócikk részben vagy egészben  a   Junonia almana című angol Wikipédia-szócikk ezen változatának fordításán alapul.  Az eredeti cikk szerkesztőit annak laptörténete sorolja fel. Ez a jelzés csupán a megfogalmazás eredetét és a szerzői jogokat jelzi, nem szolgál a cikkben szereplő információk forrásmegjelöléseként.